# Sono stato io! (film 1937)
Sono stato io! è un film del 1937 diretto da Raffaello Matarazzo.

## Trama

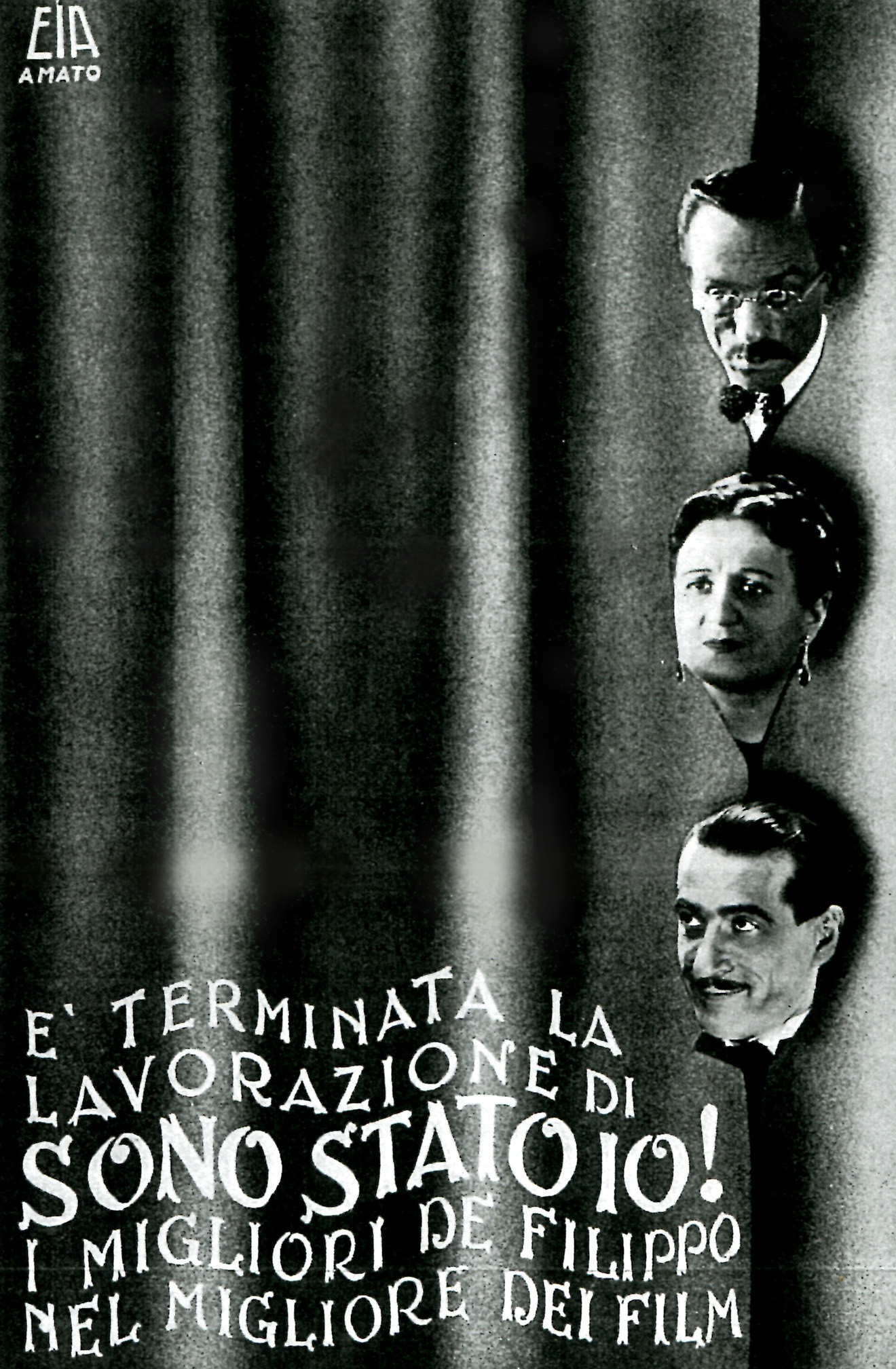
Inserzione promozionale del film

Giovannino Apicella viene licenziato perché, in un'epoca di retorici sforzi demografici, è l'unico celibe del suo ufficio. Ridotto così all'indigenza, viene invitato dal nipote Carlino ad alloggiare presso di lui, che abita con i genitori, anche se "la madre non apprezza la presenza del nuovo arrivato. In realtà il nipote ha invitato il timido ed impacciato zio perché mira ad impadronirsi della sua liquidazione per spenderla nella bella vita notturna a cui lui, studente di lungo corso, è dedito.
Giovannino viene relegato ai margini della famiglia per svolgere le mansioni più umili, e se le cose non vanno come previsto, finisce sempre per essere incolpato lui. Quando il nipote coinvolge l'ignaro zio in una scorribanda notturna con la soubrette Fiammetta, sua amante, ed i due rientrano a casa ubriachi, la colpa ricade ancora una volta su Giovannino, che a quel punto viene mandato a lavorare in cucina. Qui simpatizza con la domestica Lisa, segretamente innamorata di Carlino, il quale una sera riesce ad approfittare di questo sentimento passando la notte con la ragazza.
Arriva l'estate e la famiglia si trasferisce al mare. Carlino presenta ai suoi genitori la nuova fidanzata, ma proprio durante la festa di fidanzamento Lisa sviene. Si scopre così che la ragazza è incinta. Per evitare che lo scandalo travolga la giovane, Giovannino si accusa di essere lui il padre, prendendosi ancora una volta la colpa. Ma Carlino a quel punto ammette la verità e dichiara di voler sposare Lisa, mentre il nobile gesto di Giovannino lo farà finalmente apprezzare dalla famiglia.

## Produzione
Sono stato io! è la trasposizione cinematografica della commedia teatrale "Sarà stato Giovannino" di Paola Riccora e Roberto Bracco che i fratelli De Filippo avevano rappresentato a teatro nel 1933. Matarazzo dirige per la prima volta i De Filippo; in seguito girerà con loro altre pellicole, ma questa sarà l'unica in cui saranno presenti tutti e tre i fratelli.

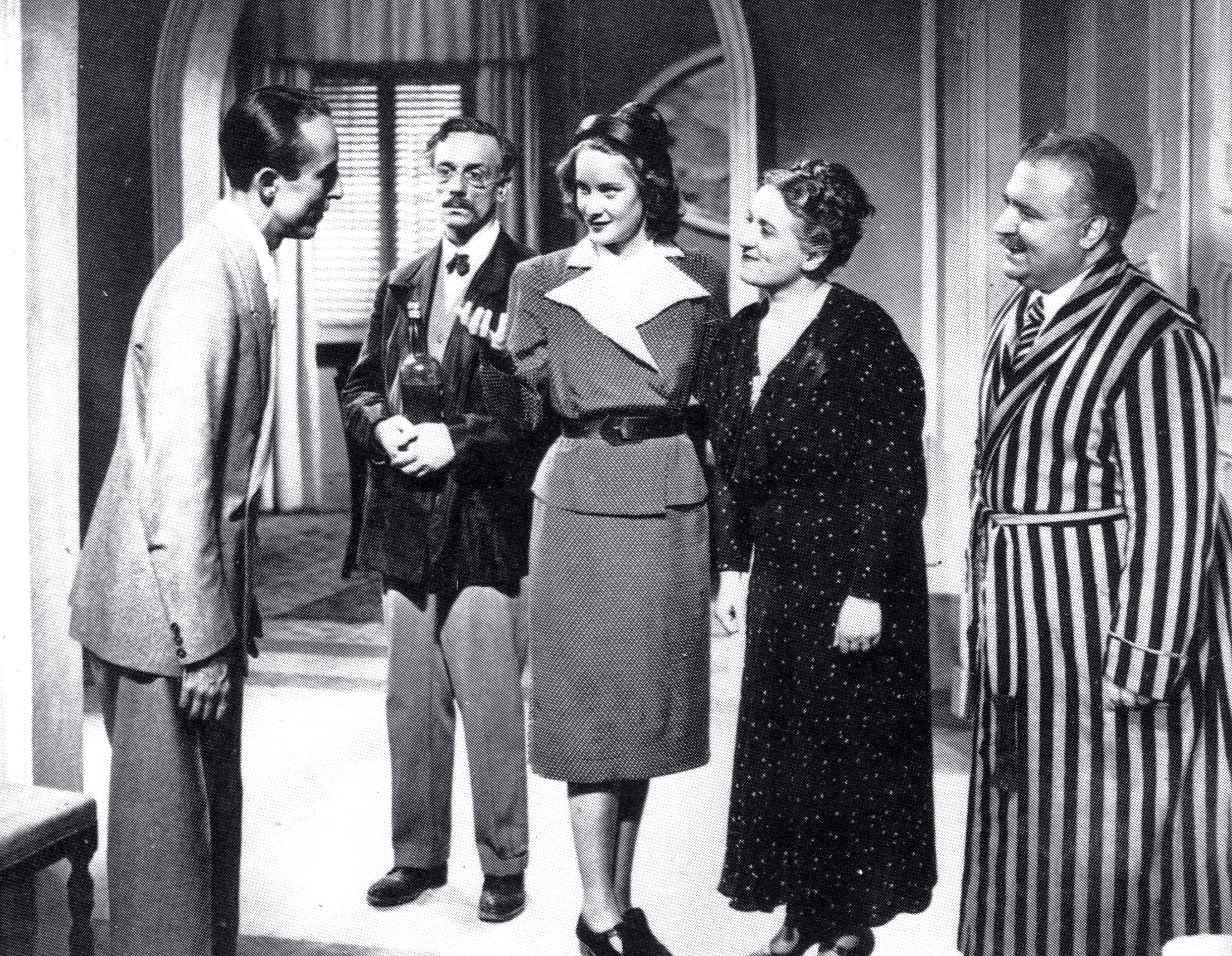
Una scena del film in cui compaiono (da sinistra): Albino Principe, Eduardo De Filippo, Alida Valli, Titina De Filippo e Federico Collino

Peppino De Filippo rievocò molto positivamente questa prima esperienza di lavoro comune con il regista romano: «dopo Matarazzo - dichiarò - non abbiamo più trovato un regista in grado di valorizzare la nostra coppia, per una ragione molto importante, perché non eravamo adatti allo schermo». 
Anche Matarazzo ebbe parole di grande apprezzamento per i De Filippo, e soprattutto per Peppino. In un'intervista - una delle poche uscite pubbliche del regista, persona timida e schiva - che egli pubblicò nel 1964, due anni prima della morte, al critico francese Bernard Eisenschitz dichiarò che «oggi a teatro solo Peppino è in grado di ricreare quell'atmosfera di improvvisazione della commedia dell'arte».
Le riprese del film furono realizzate a Tirrenia nei primi mesi autunnali del 1937; la pellicola iniziò a circolare nelle sale alla fine di dicembre dello stesso anno. Per i tre fratelli De Filippo Sono stato io! costituì la prima di una serie di opere cinematografiche di «comicità sanamente popolaresca» caratterizzata, nel titolo, dai punti esclamativi (Non ti pago!, Non mi muovo! e Ti conosco, mascherina!). Nel cast artistico tornò a lavorare con Matarazzo l'attrice bolognese Lina Gennari, che proprio con il regista romano aveva esordito nel 1933 con Treno popolare, e si segnalò la presenza della giovanissima (16 anni) Alida Valli, la cui partecipazione alla pellicola suscitò giudizi lusinghieri, tra cui quello del Corriere della sera, che la definì «una graziosa apparizione, fresca e fotogenicamente piccante, una piccola crisalide con molte promesse», nonostante apparisse in poche scene, il che rende ancora più significativi i giudizi positivi sulla sua partecipazione.
Nel cast tecnico va segnalato l'apporto dello scenografo Virgilio Marchi, spesso attivo nelle produzioni realizzate negli studi di Tirrenia, e considerato «uno dei protagonisti della rinascita della cinematografia nazionale [ed] uno degli scenografi più apprezzati negli ambienti in cui vengono programmati i maggiori sforzi produttivi del cinema italiano».

## Accoglienza

### Incassi
Come per tutta la filmografia italiana degli anni trenta non è noto il risultato commerciale del film. Si sa tuttavia che, grazie alla notorietà ed al prestigio dei De Filippo, il film riscosse qualche anno dopo un notevole successo di pubblico tra le comunità dell'emigrazione italiana, in particolare a New York, dove al cinema "Roma", una delle tre sale in cui si proiettavano pellicole in italiano, restò in cartellone per due settimane con spettacoli sempre gremiti.

### Critica

#### Giudizi contemporanei
I giudizi della critica furono abbastanza benevoli, pur evidenziando l'impostazione fortemente teatrale del soggetto, come scrisse, ad esempio, Francesco Pasinetti che lo definì «un tipo di film che ebbe successo commerciale, ispirato dalle commedie popolaresche, interpretate da attori del teatro dialettale». Anche il Corriere della sera rilevò la dipendenza del film dal testo teatrale: «i punti culminanti del film sono le scene madri della commedia, tuttavia Amato e Matarazzo han cercato il più possibile di variare lo sfondo, introducendo elementi nuovi - il teatro, la vita di spiaggia, ecc. Peccato che questi elementi nel film non sono poi fusi ed equilibrati».

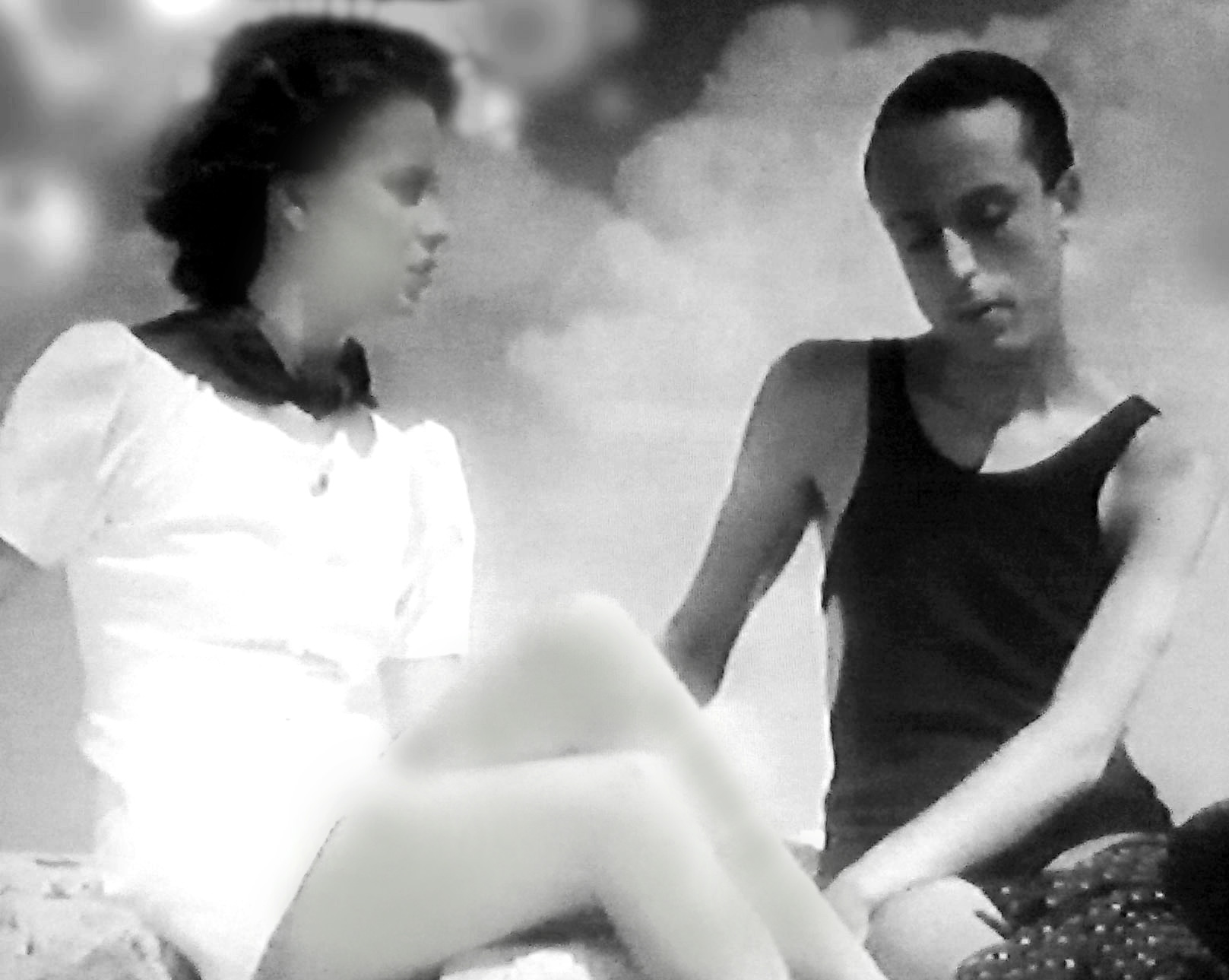
Alida Valli ed Albino Principe in una scena "balneare" di Sono stato io!, non presente nella commedia originaria

Analoga osservazione fu avanzata da Dino Falconi, secondo il quale «occorreva una sceneggiatura più abile e più ricca (con) una regia di Matarazzo tirata un po' via». Di regia «uniforme che non pecca di originalità» parlò anche Cinemagazzino, secondo il quale «il film non ha pretese eccessive, perciò va considerato esclusivamente per l'interpretazione molto buon data dai veri protagonisti, i De Filippo». Analogo, seppur espresso con il consueto stile ironico, anche il giudizio che Adolfo Franci fornì ai suoi lettori: «se volete anche dare un salutino ad un film italiano andate a vedere i De Filippo in Sono stato io!. È un filmetto senza pretese, buttato giù alla buona dove gli attori fanno del loro meglio perché non restiate a bocca asciutta. Ci riescono ? C'è chi dice si e chi no. Per conto mio non mi pronuncio».

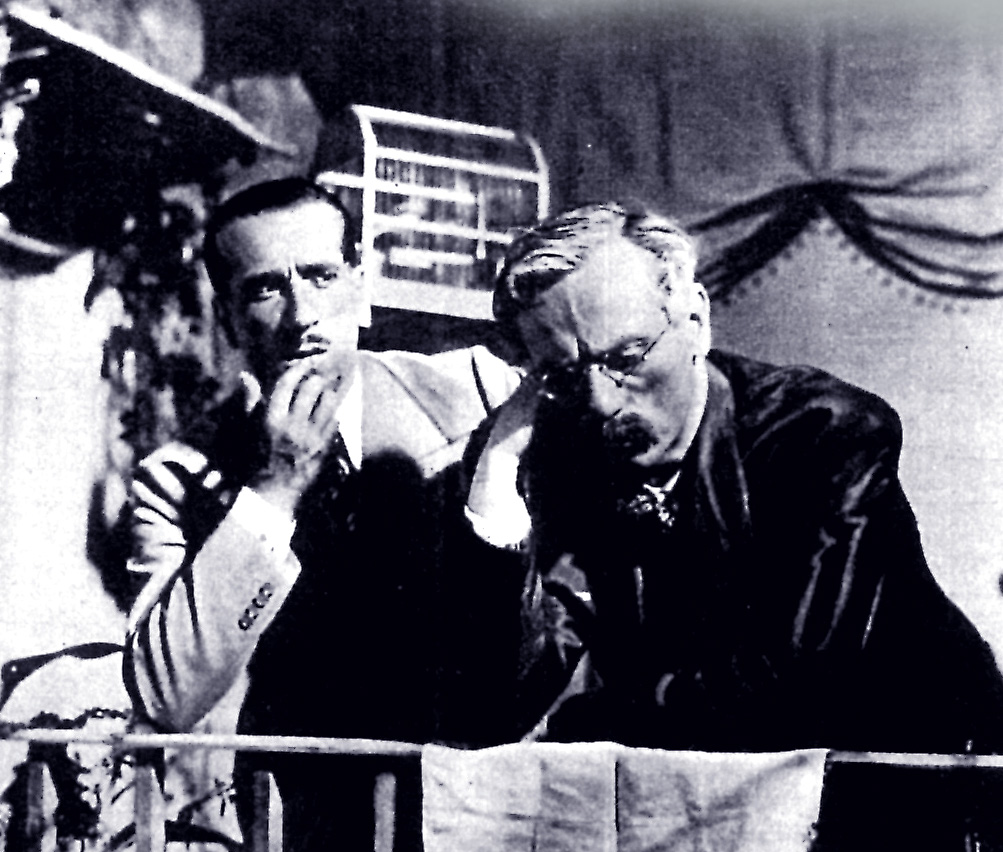
Un dialogo del film in cui recitano i fratelli Peppino ed Eduardo De Filippo

#### Commenti successivi
Il rapporto non risolto tra la commedia teatrale e la sua versione per gli schermi riguardò, secondo alcuni, anche l'interpretazione dei principali attori. «Per quanto riguarda il teatro - scrisse Dario Sabatello - si può scrivere con sicurezza quasi matematica che Eduardo più Peppino più Titina eguale poesia. Per quanto riguarda il cinematografo. spesso l'obiettivo gioca brutti scherzi anche agli attori più grandi. Le pellicola si vede volentieri e diverte, punto e basta. Ma dai De Filippo pretendiamo qualcosa di più». Molto severo fu invece il giudizio del film da parte del Centro Cattolico Cinematografico che lo classificò decisamente tra quelli da «escludere per ogni genere di pubblico in quanto rappresentava «situazioni scabrosissime ed abbondanti esibizioni balneari»».
I giudizi retrospettivi sulla filmografia di Matarazzo hanno confermato per questa pellicola i commenti dell'epoca. Infatti il Mereghetti la definisce «commedia diretta con garbo, con qualche bella invenzione ed una lieve polemica anticonformista e modernista, specie nel personaggio di Alida Valli», mentre Giacovelli e Lancia scrivono di «commedia agile e sbrigativa». Ernesto G. Laura, ricordando che questa era la prima volta che i tre fratelli De Filippo apparivano assieme sullo schermo, la ritiene «un testo di facile emotività e di convenzionale impianto, che si arricchisce di scene e di ambienti».
Anche Angela Pudenzi, autrice della prima (e sinora unica) monografia completa sull'opera di Matarazzo, attribuisce a Sono stato io! un valore di «commedia farsesca sorretta dalle situazioni tipiche del teatro di evasione, servita da attori di eccezionale bravura. Di fronte all'arte dei De Filippo, la regia di Matarazzo si fa sommessa, quasi si nasconde».